# Jewel (motorfiets)
Jewel is een Belgisch historisch merk van motorfietsen.
Het merk Jewel was gevestigd aan de Chaussée de Tilff in Angleur.
Het produceerde in 1925 slechts een klein aantal motorfietsen met JAP-inbouwmotoren.